# إليجاه مكوي
كان إليجاه جيه. ماكّوي (بالإنجليزية: Elijah J. McCoy)‏ (وُلد في الثاني من مايو من العام 1844 – توفي في العاشر من أكتوبر من العام 1929) مخترعًا ومهندسًا كندي المولد من أصل أفريقي أمريكي اشتُهر بالسبعة والخمسين براءة اختراع أمريكية التي حاز عليها، والمتعلقة في معظمها بتشحيم المحركات البخارية. وُلد حرًا في كندا، وجاء إلى الولايات المتحدة طفلًا صغيرًا عندما رجعت عائلته في عام 1847، ليصير مقيمًا في الولايات المتحدة ومواطنًا أمريكيًا.

## نشأته
وُلد إليجاه ماكّوي حرًا عام 1844 في كولتشستر، أونتاريو، كندا لجورج وميلدريد (غوينز قبل زواجها) ماكّوي. في ذلك الوقت، كانوا عبيدًا لاجئين فروا من كنتاكي إلى كندا عن طريق المساعدين عبر شبكة السكك الحديدية السرية. وصل جورج وميلدريد إلى ناحية كولتشستر، إيسيكس، أونتاريو في كندا عام 1837 عبر ديترويت. كان لإليجاه أحد عشر شقيقًا وشقيقة. وُلد عشرة من الأطفال في كندا من ألفريد (1839) حتى ويليم (1859). بناءً على قوائم تقدير الضرائب، وسندات بيع الأراضي، وتعداد السكان الأمريكي لعام 1870، يمكن تحديد تاريخ انتقال عائلة جورج ماكّوي إلى يبسيلانتي، ميشيغان إلى 1859 – 1860.
تلقى إليجاه ماكّوي تعليمه في مدارس السود في ناحية كولتشستر بسبب قانون المدارس العامة لعام 1850 الذي فصل المدارس الكندية العليا في عام 1850. في عمر الخامسة عشر، عام 1859، أُرسل إليجاه ماكّوي إلى إدنبرة، إسكتلندا للتمهّن والدراسة. بعد بضع سنوات، تلقى شهادة في الهندسة الميكانيكية في اسكتلندا. بحلول وقت عودته، كانت عائلة جورج ماكّوي قد أسست لنفسها في مزرعة ملك جون وماريان ستاركويذر في يبسيلانتي. استفاد جورج من مهاراته كدخاخني في تأسيس تجارة سجائر وسيجار.

## حياته المهنية
عندما بلغ إيليجاه ماكّوي ميشيغان، لم يعثر على عمل إلا وقادًا ومُزيّتًا لدى شركة ميشيغان المركزية للسكك الحديدية. في ورشة ميكانيكية مقرها منزل في ييبسيلانتي، ميشيغان، أنجز ماكّوي أيضًا عملًا إضافيًا على درجة عالية من المهارة، مثل تطوير التحسينات والاختراع. اخترع مشحمًا آليًا لتزييت المحركات البخارية خاصة القاطرات والسفن، وسجل براءة اختراعه في عام 1872 تحت اسم «تحسين في مشحمات المحركات البخارية». (براءة اختراع أمريكية رقم 129,843).
سُجلت براءات اختراع لمزيتات آلية مشابهة قبلًا؛ أحدها مُشحم الانزياح الآلي، الذي استُخدم مسبقًا على نطاق واسع واستمر استخدام سُلانه التقنيين بكثرة حتى القرن العشرين. كانت المشحمات عطيّة بالنسبة للسكك الحديدية، إذ أنها مكنت القطارات من العمل بصورة أسرع وأكثر ربحًا وخفضت الحاجة إلى التوقف من أجل التشحيم والصيانة.
تابع ماكّوي تهذيب أجهزته وصمم أجهزة جديدة؛ تناول خمسون من اختراعاته المسجلة أنظمة التشحيم. بعد نهاية القرن، لفت انتباه أقرانه السود. شهد بوكر تي. واشنطن في كتابه قصة الزنجي (1909) على أنه أنتج براءات اختراع أكثر من أي مخترع أسود حتى ذاك الوقت. منح هذا الإبداع ماكّوي مكانة مشرفة في مجتمع السود دامت حتى يومنا الراهن. استمر بالاختراع حتى أواخر حياته، محصلًا ما مجموعه سبعة وخمسون براءة اختراع؛ معظمها متعلق بالتشحيم لكن تضمنت البقية لوح كيّ ملابس قابل للطي ومرشة مرج. بسبب افتقاره لرأس المال اللازم لتصنيع مشحماته بأعداد كبيرة، عادة ما كان يُسند حقوق براءة اختراعه لموظِفيه أو يبيعهم للمستثمرين. لم تُنتج المُشحمات حاملة اسم ماكّوي حتى العام 1920، قريبًا من نهاية حياته المهنية، وقتما شكل شركة تصنيع إليجاه ماكّوي لإنتاجها.
لم يتفق المؤرخون مع أهمية مساهمة ماكّوي في حقل التشحيم. يُنسب إليه فضل إحداث ثورة في السكك الحديدة أو الصناعات الآلية بأجهزته في بعض نسخ السيرة الذاتية. بالكاد يذكره أدب القرن العشرين المبكر؛ مثلًا، اسمه غائب عن كتاب تشحيم القاطرات (1922) لإي. إل. آهرون، الذي يعرّف عدة رواد وشركات مبكرة أخرى في الحقل.